# José Eustasio Rivera
José Eustacio Rivera (n. 19 februarie 1888 - d. 1 decembrie 1928) a fost un scriitor și om politic columbian. 
S-a născut la Neiva, pe 19 februarie 1888, într-o familie de țărani. Frecventează colegiul din orașul natal, apoi urmează cursurile Facultății de Drept și Științe Politice din Bogota, pe care le încheie în 1917. Își exercită meseria de avocat, devine pentru o vreme deputat în congres, iar în 1921 publică volumul de sonete Pământul făgăduinței (Tierra de promision), care îi aduce notorietatea. Este numit inspector al zăcămintelor petrolifere, intrând în felul acesta în contact cu nedreptățile comise împotriva indienilor și muncitorilor însărcinați cu recoltarea cauciucului (los caucheros). Dezvăluie în presă aceste adevăruri crude, însă fără un efect vizibil. 
Între 1922 și 1924 lucrează la cea mai cunoscută operă a sa, romanul Vâltoarea (La Voragine). În el sunt evocate măreția crudă a junglei și degradarea umană a celor care sunt siliți să muncească în caucherias. Romanul are o și un puternic iz autobiografic, autorul afirmând: "eu am văzut toate aceste lucruri. Personajele care figurează în carte sunt toate ființe vii și unele poartă numele lor proprii."
În 1928 este numit delegat național la Congresul de imigrare și emigrare care se ține în Cuba. De aici pleacă la New York, unde se îmbolnăvește subit de o maladie ciudată (pneumonie sau congestie cerebrală). Moare în data de 1 decembrie 1928.